# Cistrières
Cistrières là một xã thuộc tỉnh Haute-Loire nam trung bộ nước Pháp. Xã Cistrières nằm ở khu vực có độ cao trung bình 1000 mét trên mực nước biển.
Theo điều tra dân số năm 1999 của INSEE Cistrières có dân số 139 người.
Thị trấn có diện tích 21,89 km2.